# رندسبورغ
رندزبرغ (بالألمانية: Rendsburg) هي بلدة ألمانية تقع في ألمانيا في Kreis Rendsburg-Eckernförde. يقدر عدد سكانها بـ 28,476 نسمة .

## المدن التوأمة
مدن شين (مدينة)، هابسالو، آلبورغ، لانكستر (إنجلترا)، فييرزو و Kristianstad Municipality هي مدن توأمة لـرندزبرغ.

## أعلام
- هان هالر
- ألكسندر كول
- هاينر ويل
- فيليب كرافت
- هانز أيغون هولتهوسن
- أمالي ديتريش
- كلوز كريستنسن
- ماري ديفيدز
- كريستيان السابع ملك الدنمارك